# Región de la Costa Central del Sur
Nam Trung Bộ (vietnamita para «Costa Central del Sur») es una de las ocho regiones que conforman un grupo secundario en la organización territorial de la República Socialista de Vietnam. 

## Geografía
Esta región se localiza en la zona noroeste del país. Este sector se caracteriza por ser poseedor de una superficie montañosa. La extensión de territorio de la región de Nam Trung Bộ abarca un área de 33.069 kilómetros cuadrados.

## Provincias
| Provincia  | Capital             | Superficie (km²) | Población (mayo de 2023) | Densidad poblacional (personas/km²) | GDP per capita (million VND, 2007) |
| ---------- | ------------------- | ---------------- | ------------------------ | ----------------------------------- | ---------------------------------- |
| Bình Định  | Quy Nhon            | 6,040            | 2,433,340                | 247                                 | 9.57                               |
| Bình Thuận | Phan Thiết          | 7,837            | 1,685,951                | 151                                 | 11                                 |
| Khánh Hòa  | Nha Trang           | 5,218            | 1,377,325                | 225                                 | 16.1                               |
| Ninh Thuận | Phan Rang–Tháp Chàm | 3,363            | 730,615                  | 169                                 | 6.66                               |
| Phú Yên    | Tuy Hòa             | 5,061            | 1,061,058                | 172                                 | 8.43                               |
| Quảng Nam  | Tam Kỳ              | 10,438           | 1,859,604                | 137                                 | 8.76                               |
| Quảng Ngãi | Quảng Ngãi          | 5,153            | 1,440,525                | 237                                 | 7.82                               |
| Đà Nẵng    | Hải Châu            | 1,256            | 1,301,756                | 740                                 | 18.98                              |
| Total      | Total               | 44,367           | 11,890,174               | 201                                 | 10.76                              |

## Demografía
La región de la Costa Central Sur tenía, según el censo de 2009, una población de 8,93 millones de personas, lo que implica una densidad de población de 270 habitantes por kilómetro cuadrado. Las tres provincias del norte de Quảng Nam, Quảng Ngãi y Bình Định registran las mayores poblaciones y juntas representan casi la mitad de la población de la región (47,7%). 
2,82 millones (esto es, el 31,6% de la población) viven en ciudades y pueblos. Más de la mitad de la población urbana de la región se localiza en Da Nang, las provincias de Khánh Hòa y Bình Thuận, mientras que más de la mitad de la población rural se concentra en las provincias de Quảng Nam, Bình Định y Quảng Ngãi.
El crecimiento demográfico anual fue del 1,22% entre 2000 y 2007, y Da Nang registró el crecimiento demográfico más rápido, con un 1,95%. El crecimiento en las tres provincias septentrionales de Quảng Nam, Quảng Ngãi y Bình Định ha sido más lento, alrededor del 1%. Las otras cuatro provincias tuvieron tasas de crecimiento promedio entre 1,26% (provincia de Khánh Hòa) y 1,59% (provincia de Ninh Thuận).
La población de la región está étnicamente dominada con claridad por el pueblo vietnamita. Hay algunas minorías, la más importante de las cuales es la de los chăm, descendientes de los champa. Viven principalmente en las tierras bajas alrededor de Phan Rang y la provincia norteña de Bình Thuận, con comunidades más pequeñas en otras provincias como la sureña Bình Định. Otras minorías viven principalmente en las zonas montañosas occidentales de la región. Las zonas habitadas por minorías representan más de la mitad de las provincias de Quảng Nam y Quảng Ngãi.